# Enikő Tóth
Dans le nom hongrois Tóth Enikő, le nom de famille précède le prénom, mais cet article utilise l’ordre habituel en français Enikő Tóth, où le prénom précède le nom.
Enikő Tóth est une joueuse hongroise de football née le 23 janvier 1985 à Szombathely. Elle est défenseur.

## carrière
Elle joue dans l'équipe junior du Viktória FC de 1999 à 2001 puis dans l'équipe première depuis 2001. Elle remporte deux fois le Championnat de Hongrie de football féminin (2004 et 2009) et trois fois la Coupe de Hongrie de football féminin (2008, 2009, 2011).
Elle joue deux matchs avec l'équipe de Hongrie de football féminin en 2004 et en 2005.